# World Games 2022/Luftsport
Bei den World Games 2022 in Birmingham, Alabama, wurden vom 9. bis 12. Juli insgesamt zwei Wettbewerbe im Luftsport ausgetragen. Austragungsort war der Barber Motorsports Park. Es fand je ein Wettkampf im FPV Racing und im Swooping statt.

## Bilanz

### Medaillenspiegel
| Platz  | Land                         | Gold | Silber | Bronze | Gesamt |
| ------ | ---------------------------- | ---- | ------ | ------ | ------ |
| 1      | Frankreich                   | 2    | —      | —      | 2      |
| 2      | Polen                        | —    | 1      | —      | 1      |
| 2      | Vereinigte Staaten           | —    | 1      | —      | 1      |
| 4      | Spanien                      | —    | —      | 1      | 1      |
| 4      | Vereinigte Arabische Emirate | —    | —      | 1      | 1      |
| Gesamt | Gesamt                       | 2    | 2      | 2      | 6      |

### Medaillengewinner
| Disziplin  | Gold                    | Silber               | Bronze                     |
| ---------- | ----------------------- | -------------------- | -------------------------- |
| FPV Racing | Killian Rousseau (FRA)  | Paweł Laszczak (POL) | Álex Zamora (ESP)          |
| Swooping   | Cédric Veiga Rios (FRA) | Nick Batsch (USA)    | Abdulbari Al-Qubaisi (UAE) |